# Andrés Sabido
Andrés Sabido Martín (Madrid, 1957. november 13. –) spanyol labdarúgó, hátvéd.

## Pályafutása
1976 és 1979 között a Castilla, 1977 és 1982 között a Real Madrid, 1982 és 1985 között a Mallorca, 1985 és 1989 között az Osasuna labdarúgója volt. A Real Madriddal három spanyol bajnoki címet és két kupagyőzelmet ért el. Tagja volt az 1980–81-es idényben BEK-döntős csapatnak.

## Sikerei, díjai
Real Madrid
- Spanyol bajnokság (La Liga)
  - bajnok (3): 1977–78, 1978–79, 1979–80
- Spanyol kupa (Copa del Rey)
  - győztes (2): 1980, 1982
- Bajnokcsapatok Európa-kupája (BEK)
  - döntős: 1980–81